# 만바정
만바정(일본어: 万場町)은 일본 군마현 다노군에 속했던 정이다. 현재의 간나정에 해당한다.

## 역사
- 1889년 4월 1일 - 정촌제 시행으로 미나미칸라군 간가와촌이 성립하였다.
- 1896년 4월 1일 - 미도노군, 다고군과 합병해 다노군 소속이 되었다.
- 1926년 4월 1일 - 간가와촌이 정으로 승격해 민바정으로 개칭되었다.

## 교육
- 군마현립 만바고등학교
- 만바정립 만바초등학교

## 교통

### 도로
- 국도 462호선

## 참고 문헌
- 角川日本地名大辞典編纂委員会, 『角川日本地名大辞典 10 群馬県』1988, 角川書店